# CHL Import Draft 2016
CHL Import Draft 2016 – 25. draft CHL w historii. Łącznie wybrano 79 zawodników (przewidziano 120 wyborów).

## Wybrani
Pozycje: B – bramkarz, LO – lewy obrońca, PO – prawy obrońca, C – center, LS – lewoskrzydłowy, PS – prawoskrzydłowy

Ligi: OHL – Ontario Hockey League, QMJHL – Quebec Major Junior Hockey League, WHL – Western Hockey League

### Runda 1
| #  | Zawodnik (pozycja)     | Pochodzenie | Klub macierzysty       | Klub wybierający (liga)       |
| -- | ---------------------- | ----------- | ---------------------- | ----------------------------- |
| 1  | Klim Kostin (C/LS)     | Rosja       | HK MWD Bałaszycha      | Kootenay Ice (WHL)            |
| 2  | Dmitrij Samorukow (LO) | Rosja       | Krasnaja Armija Moskwa | Guelph Storm (OHL)            |
| 4  | Filip Zadina (PS)      | Czechy      | HC Pardubice U20       | Vancouver Giants (WHL)        |
| 6  | Nico Hischier (C)      | Szwajcaria  | SC Bern U20            | Halifax Mooseheads (QMJHL)    |
| 17 | Eeli Tolvanen (PS)     | Finlandia   | Sioux City Musketeers  | Oshawa Generals (OHL)         |
| 24 | Henri Jokiharju (PO)   | Finlandia   | Tappara Tampara        | Portland Winterhawks (WHL)    |
| 54 | Jan Drozg (LS)         | Słowenia    | Leksands IF Jr. 18     | Rouyn-Noranda Huskies (QMJHL) |